# André Arjonas

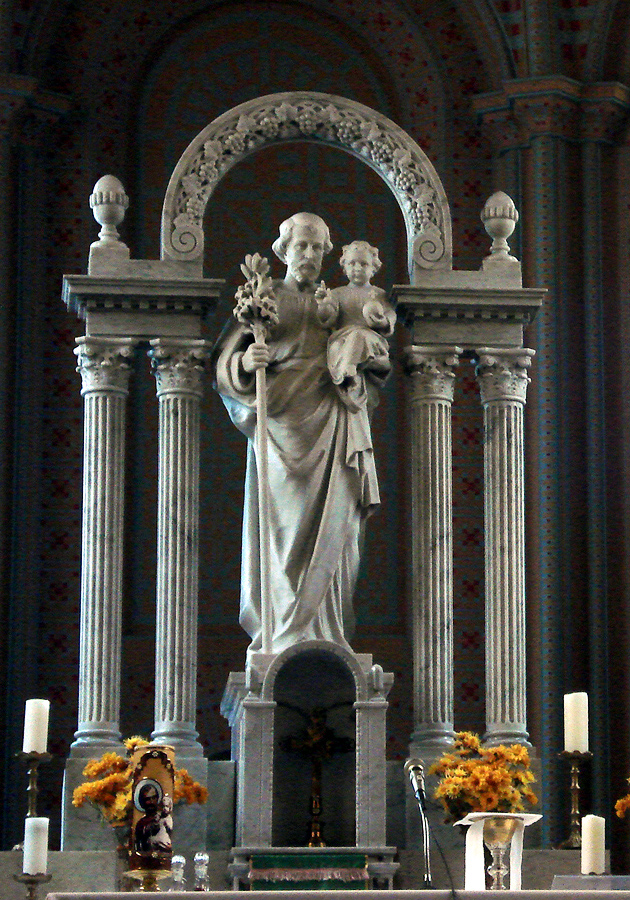
Detalhe do altar-mor da Igreja São José, com imagem de São José e o Menino Jesus

Andrés Arjona Guillén, mais conhecido como André Arjonas (Antequera, 30 de novembro de 1885 — Porto Alegre, 1970), foi um escultor, arquiteto, professor e carnavalesco espanhol ativo no Brasil.
Emigrou para o Brasil com seu pai em 1893, fixando-se primeiramente em São Paulo, depois em Pelotas, e em 1899 transferiu-se para Porto Alegre, de onde não mais saiu. Aprendeu desenho com José Lopes Silva, e em 1901 ingressou no atelier de escultura de Jacob Aloys Friedrichs, tornando-se discípulo de José Martinez. Suas primeiras obras documentadas datam de 1910, com o busto de João Grünewald e o monumento funerário de Aurélio de Bittencourt.
Foi o diretor artístico da Casa Aloys, e ali trabalhou até seu fechamento em 1962. Também forneceu obras para os atelies dos Irmãos De Angeli e dos Irmãos Piatelli. Depois de 1962 trabalhou na firma Leonardi & Cia. Aproximando-se do ideário anarquista, preferia não assinar suas obras por considerar-se um operário e não um artista.
Autor de inúmeros projetos para templos, e realizador de outros tantos monumentos, esculturas e altares na capital e no interior do Rio Grande do Sul, incluindo as imagens de Nossa Senhora e Santa Bernardete na Gruta da Glória, bustos de Dom João Becker, Mário Totta, o Padre Cacique, Otávio Rocha, Pereira Filho e José Montaury, todos em Porto Alegre; os obeliscos da Paz de Ponche Verde e do Ferroviário em Santa Maria; monumentos funerários da família Vargas em São Borja, do Dr. Abbot em São Gabriel, do Barão de Santo Ângelo em Rio Pardo; o altar-mor e os atlantes indígenas da Catedral Metropolitana de Porto Alegre; os projetos da Igreja do Divino Espírito Santo e da Igreja de Santa Teresinha e o altar desta última; o altar-mor, as estátuas de São José e Santo Expedito e o grande crucifixo que pende do teto sob o arco do cruzeiro na Igreja São José, também em Porto Alegre.
Deixou várias esculturas no cemitério da Santa Casa de Misericórdia, nos jazigos da família Coelho de Souza, de Timóteo da Rosa, da família Chaves Barcellos, do general Manuel do Nascimento Vargas e de Caldas Júnior. As obras nos jazigos de Caldas Júnior e do general Vargas lhe trouxeram grande notoriedade. Foram identificadas recentemente com a ajuda do filho do escultor, Mário Arjonas, quando foram estudadas por uma equipe de pesquisadores da PUCRS, coordenados pelo professor Harry Bellomo.
Foi ainda fundador de uma aula de desenho para operários e um dos fundadores da sociedade carnavalesca Tenentes do Diabo, onde atuou como cenógrafo e diretor artístico. Seus carros alegóricos faziam grande sucesso. Borges de Medeiros distinguiu-o com a patente de capitão da Guarda Nacional. Faleceu em Porto Alegre em 1970, deixando descendência. Seu nome batiza uma rua em Porto Alegre.